# William Vince
William Vince (* 23. November 1963 in British Columbia; † 21. Juni 2008 in Vancouver) war ein oscarnominierter kanadischer Filmproduzent.

## Biographie

### Karriere
Vince produzierte erstmals 1992 einen Film, der unter dem Titel Cafe Romeo anlief. Ein früher bekannter Film war New York Killer – Die Kunst des Tötens. Für Air Bud wurde Vince mit dem Genie Award ausgezeichnet. Nach der Jahrtausendwende wurde er regelmäßig für seine Filme zu Preisen vorgeschlagen, dreimal wurde er für den Leo Award nominiert. Als besonders erfolgreicher Film erwies sich Capote, der 2005 in den Kinos erschien. Im folgenden Jahr wurde er sogar für den Oscar nominiert. Vince selbst erhielt vier Nominierungen und eine Auszeichnung für seine Mitarbeit am Film Capote. Seine letzten beiden Filme, die er produzierte, waren Push und Das Kabinett des Dr. Parnassus, die beide 2009 erschienen. Vince starb jedoch schon im Sommer 2008 aufgrund eines Sarkoms. Das Kabinett des Dr. Parnassus wurde ihm neben dem ebenfalls während der Dreharbeiten verstorbenen Heath Ledger posthum gewidmet.

### Privates
Vince war mit Cynthia Miles verheiratet und hatte drei Kinder mit ihr. Nicht nur Vince, sondern auch sein Bruder Robert Vince ist in der Filmbranche tätig, als Regisseur und ebenfalls als Produzent.

## Filmografie (Auswahl)
Als Filmproduzent
- 1993: Catman (Tomcat: Dangerous Desires)
- 1994: Final Round
- 1994: New York Killer – Die Kunst des Tötens (Killer)
- 1995: Killing Dreams (Dream Man)
- 1995: Seitensprung mit Folgen (Malicious)
- 1995: The Final Cut – Tödliches Risiko (The Final Cut)
- 1995: Crashpoint (Breach of Trust)
- 1996: White Tiger
- 1996: Vatertag – Ein guter Tag zum Sterben (Underworld)
- 1997: Wounded
- 1997: Air Bud – Champion auf vier Pfoten (Air Bud)
- 1998: So gut wie tot (Hoods)
- 1999: The 4th Floor – Haus der Angst (The 4th Floor)
- 2000: Ricky 6
- 2000: Here’s to Life!
- 2002: Dead Heat – Tödliches Rennen (Dead Heat)
- 2003: The Snow Walker – Wettlauf mit dem Tod (The Snow Walker)
- 2004: Saved! – Die Highschool-Missionarinnen (Saved!)
- 2005: Capote
- 2005: Ripley Under Ground
- 2005: Wild X-Mas (Just Friends)
- 2007: Spiel mit der Angst (Butterfly on a Wheel)
- 2009: Push
- 2009: Das Kabinett des Doktor Parnassus (The Imaginarium of Doctor Parnassus)

## Auszeichnungen

### Ehrungen
- 1997: Golden Reel Award für Air Bud
- 2006: Leo als Bester Film für Capote

### Nominierungen
- 2001: Leo als Bestes Drama für Here’s to Life!
- 2004: Leo als Bestes Drama für The Snow Walker
- 2004: Genie als Bester Film für The Snow Walker
- 2006: British Academy Film Award als Bester Film für Capote
- 2006: Oscar als Bester Film für Capote
- 2006: Motion Picture Producer of the Year Award als Bester Film für Capote
- 2006: Independent Spirit Award als Bestes Feature für Capote